# Bed, och Jesus skall hjälpa
Bed, och Jesus skall hjälpa är en körsång med text och musik från 1886 av den amerikanske psalmförfattaren Horatio Richmond Palmer.

## Kören finns publicerad i
- Frälsningsarméns sångbok 1929 som nr 65 i körsångsdelen under rubriken "Helgelse".
- Frälsningsarméns sångbok 1968 som nr 3 i körsångsdelen under rubriken "Bön".
- Frälsningsarméns sångbok 1990 som nr 752 under rubriken "Bön".